# Colibri à queue mi-blanche
Phlogophilus hemileucurus
Espèce
Statut de conservation UICN

 VU A3c : Vulnérable
Statut CITES
Le Colibri à queue mi-blanche, Phlogophilus hemileucurus, est une espèce de colibris de la sous-famille des Lesbiinae et de la tribu des Lesbiini.

## Distribution
Le Colibri à queue mi-blanche est présent au Pérou, en Équateur et en Colombie.

Carte de répartition de l'espèce

## Référence
(en) « Neotropical Birds Online », Cornell Lab of Ornithology, 10 août 2011